# Notyliopsis
Notyliopsis é um género monotípico de plantas com flores pertencentes à família Orchidaceae. A sua única espécie é Notyliopsis beatricis.
A sua área de distribuição nativa encontra-se na Colômbia.